# Мустиола
Мустиола (III век, итал. Mustiola) — святая мученица из Кьюси. Дни памяти — 3 июля и 23 ноября.
По преданию, некий христианин по имени Ириней был схвачен за то, что похоронил другого христианина, который только что принял мученическую смерть. Ириней был доставлен в Кьюси, где ему пришла на помощь св. Мустиола, двоюродная сестра императора Клавдия II, жениха которой по имени Люций (Lucio) император Аврелиан повелел убить за то, что он был христианином. Согласно фантастическому рассказу Адама Росси из Перуджи (Adamo Rossi di Perugia), он подарил св. Мустиоле обручальное кольцо (ит.) святого Иосифа и Пресвятой Богородицы. С кражей этого кольца связывают т. н. «войну Кольца» (ит.) в XIV веке.
Св. Мустиола также была схвачена и после того, как Ириней принял мученическую кончину, она была забита до смерти. Сообщается, что при попытке бежать из-под римской стражи, св. Мустиола пересекла озеро Кьюси (ит.), используя свой плащ, как лодку. Также сообщается, что 3 апреля каждого года, на рассвете, на берегу озера бывает можно увидеть след от плаща св. Мустиолы.
Она была похоронена в 274 году в гробнице, возведённой в её честь. Затем её гроб перенесли в собор святого Секундиана.